# Heliconius cordula
Heliconius cordula är en fjärilsart som beskrevs av Heinrich Neustetter 1913. Heliconius cordula ingår i släktet Heliconius och familjen praktfjärilar. Inga underarter finns listade i Catalogue of Life.